# Інститут керамології — відділення Інституту народознавства НАН України
Інститу́т керамоло́гії — відді́лення Інститу́ту народозна́вства НАН Украї́ни — науково-дослідний інститут в системі Національної академії наук України, відділення Інституту народознавства, розташований в Опішні на Полтавщині.

## Історія створення
Інститут керамології створений в 2000 році, як академічна керамологічна наукова установа.
Ініціатором створення Інституту та його директором (з 2000) є керамолог, етнолог, мистецтвознавець, музеєзнавець Олесь Пошивайло. Створенню керамологічного науково-дослідного закладу в Опішні сприяли видатні українські учені Борис Патон, Анатолій Шпак, Іван Курас, Іван Дзюба, Степан Павлюк.
Поява Інституту ознаменувала завершення процесу структурування української керамології в окрему галузь наукових знань. За час діяльності закладу сформовано наукову школу української керамології, розроблено основоположні теоретичні засади нової наукової дисципліни, сформовано термінологічний словник, започатковано вивчення керамологічних колекцій і проблем музеєфікації гончарної спадщини України. В інституті розроблено концепцію гончарства як самобутньої форми втілення етнічного світогляду, теорію малих осередків гончарства та принципи їх наукового вивчення, вперше фундаментально досліджено гончарство Слобідської України, здійснено порівняльний аналіз традиційного гончарства України, країн Центральної, Південно-Східної й Східної Європи в аспектах космогонії, семантики, семіотики, філософії.
Фахівцями інституту ґрунтовно вивчено проблеми гончарного шкільництва в Україні першої половини ХХ століття, відтворено діяльність провідних гончарних шкіл доби Розстріляного відродження, відновлено в науковій практиці керамологічну критику як жанр наукових публікацій, започатковано українську керамологічну біографістику. Розроблено навчальні програми й запроваджено викладання курсу керамології в початкових мистецьких школах та на історичних факультетах університетів.

## Мета і цілі, структура інституту
Головною метою Інституту керамології є комплексне вивчення гончарства як феномена людської діяльності, проведення фундаментальних наукових досліджень, спрямованих на одержання нових знань про закономірності виникнення й розвитку гончарства, його роль і місце у традиційно-побутовій і сучасній культурі українців та інших народів світу, проведення прикладних наукових досліджень.
Основні напрямки наукових досліджень:
- виявлення регіональних і світових закономірностей розвитку гончарства;
- вивчення символічно-образної структури гончарних виробів;
- дослідження сучасного стану українського гончарства, творчості гончарів, художників-керамістів;
- вивчення світових досягнень у галузі керамології;
- проведення польових керамологічних та археологічних експедицій;
- інтеграція вітчизняної й зарубіжної керамології;
- підготовка кадрів дослідників-керамологів.

До складу інституту входять:
- Відділ палеогончарства, який здійснює комплексне вивчення гончарства від часу його зародження (доба неоліту) до XVIII століття, проводить наукові дослідження в галузі керамології, спрямовані на вивчення закономірностей виникнення й розвитку гончарства, його ролі й місця в житті давнього населення території сучасної України.
- Відділ керамології новітнього часу, який проводить комплексні дослідження гончарства від XVIII століття до нашого часу, здійснює наукові дослідження закономірностей розвитку гончарства та його ролі і місця в житті населення України, організує міжнародне наукове співробітництво з метою інтеграції вітчизняної і зарубіжної керамології.
- Керамологічна бібліотека України — спеціалізована бібліотека з проблематики українського й світового гончарства. Книжковий фонд бібліотеки налічує близько 4 тисяч одиниць збереження.

## Діяльність інституту
З 2007 року Інститутом започатковано проведення національних і міжнародних керамологічних симпозіумів, семінарів (з 2007), щорічного Національного конкурсу публікацій на теми керамології, гончарства, кераміки в Україні «КеГоКе».
З 2009 року регулярно проводяться науково-мистецькі акції — Тижні Національного Гончарного Здвиження в Опішному, Національні виставки-конкурси художньої кераміки «КерамПІК у Опішному!», фотоконкурси «Гончарні візії країни», Інтерсимпозіуми кераміки тощо.
Станом на 2010 рік Інститутом видано 4393 примірники книг, брошур, періодичних видань. Засновані видавничі академічні керамологічні серії «Славетні гончарі України» (з 2004 року), «Українська академічна керамологія» (2007), «Гончарні школи України», «Українські керамологічні студії» (з 2008), «Українська керамологічна біографістика» (2009), «Гончарна спадщина України XVII—XX століть», «Україна гончарна» (2010).
Періодичні фахові видання Інституту керамології:
- Національний науковий часопис «Український керамологічний журнал»;
- Національний науковий щорічник «Українська керамологія»;
- Національний науковий щорічник «Бібліографія українського гончарства».